# Arnträsket, Lappland
Arnträsket är en sjö i Lycksele kommun i Lappland och ingår i Öreälvens huvudavrinningsområde. Sjön har en area på 0,0683 kvadratkilometer och ligger 499 meter över havet.

## Delavrinningsområde
Arnträsket ingår i det delavrinningsområde (713895-162568) som SMHI kallar för Inloppet i Vajträsket. Medelhöjden är 420 meter över havet och ytan är 35,57 kvadratkilometer. Det finns inga avrinningsområden uppströms utan avrinningsområdet är högsta punkten. Vajbäcken som avvattnar avrinningsområdet har biflödesordning 2, vilket innebär att vattnet flödar genom totalt 2 vattendrag innan det når havet efter 146 kilometer. Avrinningsområdet består mestadels av skog (75 procent) och sankmarker (15 procent). Avrinningsområdet har 0,07 kvadratkilometer vattenytor vilket ger det en sjöprocent på 0,2 procent.